# Hermann Simon (homme d'affaires)
 (mars 2009).
Si vous disposez d'ouvrages ou d'articles de référence ou si vous connaissez des sites web de qualité traitant du thème abordé ici, merci de compléter l'article en donnant les références utiles à sa vérifiabilité et en les liant à la section « Notes et références ».
Hermann Simon, né le 10 février 1947, est un écrivain et homme d'affaires allemand. Il est le fondateur du cabinet Simon-Kucher & Partners, consultants en stratégie et marketing.
Il est expert en stratégie, marketing et pricing. Un sondage dans les pays de langue allemande le place au second rang des penseurs du management après feu Peter Drucker.
Hermann Simon est le seul Allemand à figurer dans le Thinkers50 Hall of Fame des plus importants penseurs du management dans le monde. Dans les pays germanophones, il a été élu depuis 2005 le penseur vivant le plus influent en matière de gestion. Le magazine Cicero le classe dans le top 100 des 500 intellectuels les plus importants.

## Biographie
(mars 2016).
- 1947 : naissance à Hasborn dans l’Eifel, en Allemagne
- 1966 : certificat de sortie du lycée Cusanus, à Wittlich
- 1967-1969 : officier de réserve de l’armée de l’air allemande, Escadron 33 de chasseurs bombardiers
- 1969-1973 : études d'économie et de management à l'université de Cologne et à l'université rhénane Frédéric-Guillaume de Bonn
- 1974-1979 : devient professeur à l'université de Bonn après sa thèse et son doctorat sous la supervision de Horst Albach
- 1979-1989 : enseigne le management et le marketing à l'université de Bielefeld
- 1989-1995 : enseigne le management et le marketing à l'université de Mayence
- 1983-1989 : professeur et chercheur associé au Massachusetts Institute of Technology (1978-1979), à l'Institut für Höhere Studien de Vienne (1979), à l'université Keiō de Tokyo (1983), à l'université Stanford aux États-Unis (1984), à l'INSEAD à Fontainebleau (1980-1985), à la Harvard Business School (1988-1989), et à la London Business School (1991-2002)
- 1985-1988 : directeur de recherche à l'Universitätsseminar der Wirtschaft (USW, aujourd’hui la European School of Management and Technology), Château Gracht/Cologne
- 1985 : fonde le cabinet Simon-Kucher & Partners[3]
- 1995 à 2009 : CEO de Simon-Kucher & Partners[4]
- 2009 à aujourd'hui : président d'honneur de Simon-Kucher & Partners

## Publications
Livres
- Price Management, Springer, 2019
- Les Secrets du Pricing - Science et Pratiques, Economica, Paris, 2019
- Confessions of the Pricing Man - How Price Affects Everything, Springer, 2015
- La Stratégie Prix, 3ème édition, Dunod, Paris, 2011
- La Stratégie Prix, 2ème édition, Dunod, Paris, 2005
- La Stratégie Prix, 1ère édition, Dunod, Paris, 2000
- Les Champions Cachés du XXIe siècle, Economica, Paris, 2012

- Prix Zerilli-Marimo 2013 de l'Académie des sciences morales et politiques.
- La Rentabilité avant la Part de Marché, Economica, Paris, 2009
- Preismanagement. Analyse, Strategie, Umsetzung, 3rd edition, Gabler Wiesbaden, 2009
- Les Champions Cachés de la Performance, Dunod, Paris, 1998
- Power Pricing - How Managing Price Transforms the Bottom Line (avec Robert J. Dolan), The Free Press, New York, 1996 (published in 14 languages)
- Hidden Champions. Lessons from 500 of the world's best unknown companies, Harvard Business School Press, Boston, 1996 (published in 15 languages)

Articles
- "Le profit ne doit pas devenir un gros mot !", Les Echos, 2 octobre 2020
- "Negative Prices: Not a New Phenomenon", PPS Blog, Professional Pricing Society, 29 avril 2020
- "Prix négatifs : vous n’avez encore rien vu !", avec David Vidal, Les Echos, 27 avril 2020
- "The Philosophy of Price", Journal of Professional Pricing, 2020, p. 5-9
- "Hermann Simon: le juste prix pour la vie", Consultor, 22 janvier 2020
- "The Leadership Secrets of the Hidden Champions" Forbes, 15 juillet 2019
- "Pricing and the CEO", The Marketing Journal, octobre 2017
- "Whole Foods Is Becoming Amazon’s Brick-and-Mortar Pricing Lab" Harvard Business Review, septembre 2017
- "Smart Pricing: Strategies for Business Success" - Interview, Leadership n°45, 2017
- "Why Germany Still Has So Many Middle-Class Manufacturing Jobs", Harvard Business Review, mai 2017